# 譚格尼 (澳大利亞國會選區)
譚格尼選區（英語：Division of Tangney），是澳大利亞西澳大利亞州的下議院選區，位於該州西南部、天鵝河—坎寧河以南，即坎寧市、哥斯內爾斯市和梅爾維爾市一部分。面積96平方公里。
選區始於1974年，名字是來自首位首任女性參議員多蘿茜·譚格尼。本區原是自由黨的優勢選區。自2004年至2016年之間當區議員是自由黨的丹尼斯·詹森，而2016年至2022年的議員是本·莫頓，而2022年起的議員是工黨的林文清。

## 另見
- 澳大利亞聯邦下議院選舉分區